# آیاه (خواننده)
آیاه (انگلیسی: Aiah؛ زادهٔ ۲۷ ژانویهٔ ۲۰۰۱) موسیقی‌دان، مدل، رقصنده و خواننده رپ است. وی از سال ۲۰۲۰ میلادی تاکنون مشغول فعالیت بوده است.